# Ostaš

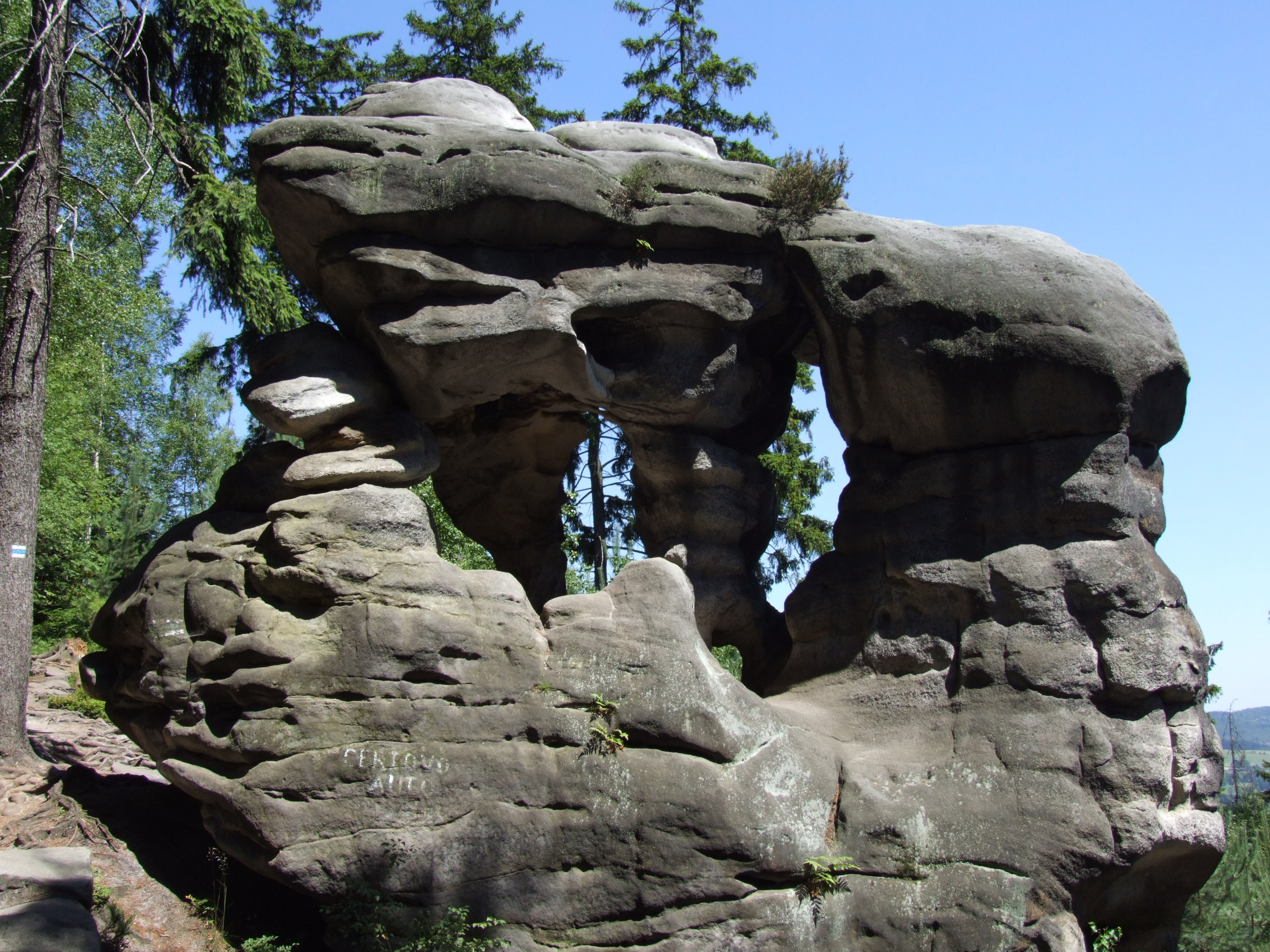

De Ostaš (Duits: Wostasch of Ostasch) is een tafelberg van 700 meter hoog in het midden van de Sudeten nabij Žďár nad Metují in de regio Hradec Králové in Tsjechië. Sinds 4 juli 1956 is het een beschermd natuurgebied.
Het gebied rond de top is tussen de 640 en 700 meter hoog en meet circa 29,5 hectare. Het ligt in Broumovská vrchovina (Duits: Braunauer Bergland), circa tussen de plaatsen Teplice nad Metují en Police nad Metují, circa twee kilometer ten noordwesten van Police nad Metují.
Het hoogste punt van de Ostáš wordt de Frýdlantská skála genoemd. Het heeft een mooi uitzicht op Jestřebí hory (Duits: Habichtsgebirge), de Rotsen van Adršpach, het Reuzengebergte, Javoří hory (Duits: Heidelgebirge), Góry Stołowe (Duits: Heuscheuergebirge) en Broumovské stěny (Duits: Falkengebirge).
In het zuidelijke en oostelijke deel zijn rotslabyrinten met bizarre rotsformaties. Er is een hoog en een laag labyrint met samen 47 apart staande rotstorens met namen als Duivelsauto, Schildknaap, Verrader en Zigeunerin.
In de oorlog werden ze gebruikt als schuilplaats.